# Juan Antonio Lavalleja
Juan Antonio Lavalleja y de la Torre (Minas, Virreinato del Río de la Plata, 24 de junio de 1784 - Montevideo, Uruguay, 22 de octubre de 1853) fue un militar y político uruguayo, jefe de los Treinta y Tres Orientales y presidente de Uruguay en el Triunvirato de Gobierno de 1853.

## Vida y trayectoria

### Primeras luchas por la libertad
Era hijo de Manuel Esteban Pérez de la Valleja Gómez -español originario de Huesca, estanciero acomodado- y de Ramona Justina de la Torre Ábalos -española también-.
Su hermano, Manuel Lavalleja (1797-1852), también fue militar, y fue uno de los Treinta y Tres Orientales que lo acompañaron en la epopeya independentista de 1825.
El levantamiento de su país respondiendo al alzamiento ocurrido el 25 de mayo de 1810 en Buenos Aires tuvo en Lavalleja un decidido y entusiasta soldado desde su inicio, que peleó en la Batalla de Las Piedras en 1811, siendo promovido a capitán en 1814.
Acompañando a José Gervasio Artigas e inicialmente a las órdenes del lugarteniente de aquel, Fructuoso Rivera, en la lucha entablada contra los unitarios, se batió con Manuel Dorrego en los campos de Guayabos el 10 de enero de 1815, siendo este último derrotado.

### Actuación durante las invasiones portuguesas
En 1816 se produjo la invasión por parte del Reino Unido de Portugal, Brasil y Algarve, bien vista por los enemigos de Artigas, y Lavalleja supo desempeñarse con buen éxito contra los extranjeros en la región minuana, cuyos parajes bien conocía.
En 1817 se sostuvo vigorosamente junto a Rivera en la Batalla de Paso Cuello, contra un muy superior número de soldados del general portugués Carlos Federico Lecor. Ese mismo año contrajo matrimonio con Ana Monterroso, hija de Marcos Monterroso y cuya madre, Juana Bermúdez Artigas, era prima hermana de Artigas. El 3 de abril de 1818 una fuerza portuguesa lo hizo prisionero en el arroyo Valentín (actual departamento de Salto). Remitido a Montevideo, fue trasbordado a Río de Janeiro, donde quedó confinado en un pontón; posteriormente fue transferido a la isla de las Cobras junto con Fernando Otorgués, Manuel Francisco Artigas y Leonardo Olivera.
En 1821 se autorizó su vuelta a Montevideo e inmediatamente tomó servicio en el Regimiento de Dragones de la Unión, cuyo jefe era el coronel Rivera.
Cuando se proclamó la independencia de lo que hoy es Brasil para constituirse en Imperio de Brasil, Rivera y Lavalleja estuvieron junto con Lecor a favor, firmando el acta de aclamación y reconocimiento del emperador Pedro I de Brasil, el 17 de octubre de 1822.
Al pasar a Buenos Aires en 1824, las autoridades imperiales lo declararon desertor, confiscándole los bienes.

### Desembarco de los Treinta y Tres
Sus antecedentes significaban mucho para la emigración oriental repartida en todas las Provincias Unidas del Río de la Plata, y los planes de revolucionar la Provincia Cisplatina que lentamente se venían tejiendo, cobraron visos de realidad. Y en combinación con los jefes que tenían algún mando en la Banda Oriental que se hallaban dispuestos a secundar una tentativa de revuelta, seguramente apalabrando antes que nadie al coronel Fructuoso Rivera, quien se mantuvo al servicio del gobernador Lecor, se logró reunir tras muchos esfuerzos, el dinero necesario para el equipo de la pequeña expedición que, desembarcando en la costa oriental, debía provocar el levantamiento de la provincia contra sus ocupantes.
Lavalleja fue el elegido como jefe de la peligrosa empresa, recomendado por su temerario valor y su probada audacia. Encontrándose en Entre Ríos, y con la finalidad de asegurar el éxito de la empresa, a principios de 1823 Lavalleja comisionó a Gregorio Sanabria, que en ese tiempo se encontraba en Buenos Aires, para que pasara a la Provincia Oriental y contactara con los patriotas de su confianza. Sanabria se entrevistó en Mercedes con Pedro Pablo Gadea y nombró comandantes de los departamentos de San José y Colonia a diversos patriotas, transmitiendo un mensaje de Lavalleja, que afirmaba haber llegado el momento de "sacudir el yugo de los tiranos" (cfr. correspondencia de Sanabria y Gregorio Salado con Lavalleja, 14-16 de marzo de 1823, Archivo de Entre Ríos; existe copia en el Museo Histórico Nacional del Uruguay, carpeta 12 de antecedentes y archivos).
Habiendo partido desde la localidad hoy llamada Beccar, perteneciente al partido de San Isidro en la Provincia de Buenos Aires (orilla del río de la Plata) desembarca en la playa de la Agraciada, en la orilla del río Uruguay (ciudad de Nueva Palmira, Departamento de Carmelo) el 19 de abril de 1825, desembarcó con unas pocas armas al frente de un grupo indeterminado de compañeros orientales y de otras provincias, que la tradición denomina treinta y tres orientales, en su mayoría jefes y oficiales.
Se emprendieron operaciones ofensivas y, el 24 de abril, logró entrar en Santo Domingo de Soriano y seguir luego en busca del coronel Rivera, al cual se le encontró en el paraje llamado Monzón el 29. Tras una corta entrevista, Rivera quedó incorporado a las fuerzas patriotas con los soldados a sus órdenes.
Este evento histórico es referido con el nombre de Abrazo del Monzón, sobre el cual existe controversia sobre si Rivera fue sorprendido y hecho prisionero por Lavalleja en Monzón, como lo dice éste en carta a su esposa fechada en San José el 2 de mayo, y en tales circunstancias Rivera optó por plegarse a las huestes invasoras, o si aquello vino a ser la consecuencia de un arreglo previamente combinado.
La adhesión de Rivera, individuo con gran prestigio y vinculación en la campaña, equivalió sin duda alguna a una primera batalla ganada. Prosiguiendo las operaciones, las villas de San José y Canelones cayeron en poder de los patriotas, y el 14 de junio era establecido en Florida un Gobierno Provisorio bajo la presidencia de Manuel Calleros y allí, el 25 de agosto de 1825, la Sala de Representantes proclamó la independencia de la provincia y de inmediato declaró su unión a las demás del Río de la Plata.
Rivera batió a sus adversarios en Rincón de Haedo el 24 de septiembre y el 12 de octubre Lavalleja obtuvo su triunfo en Sarandí Grande.

### Actuaciones posteriores
El gobierno de Buenos Aires, accionado por la creciente presión de la opinión pública, aceptó a la Provincia Oriental como unida a las otras, lo que significaba la guerra con el Imperio del Brasil, iniciándose las hostilidades en enero de 1826 (Guerra rioplatense-brasileña). Sin embargo, ya habían surgido las primeras disensiones entre Lavalleja y Rivera que, si bien se acallaron casi enseguida, quedaron en un punto en que volverían a estallar.
Lavalleja fue incorporado al Ejército Republicano precisamente para alejarlo del campo de la política y marchó a la campaña de Río Grande del Sur, tocándole hallarse en la jornada victoriosa de Ituzaingó el 20 de febrero de 1827. Siguieron sus desafectos con el general en jefe Carlos de Alvear, lo que produjo la inacción del Ejército Republicano, mientras los imperiales se preparaban activamente para reabrir las hostilidades. Hubo necesidad de retirarse y Alvear se estableció en Cerro Largo y Lavalleja en Durazno, hasta que a la separación de Alvear, en julio de 1827, Lavalleja fue investido con el mando superior del Ejército.
Envuelto en disidencias y ambiciones de la época, deseoso de mando y sin diplomacia, atributo esencial de los hombres de gobierno, el general Lavalleja se involucró pronto en una serie de violencias de orden político-administrativo, culminando con la ejecución de su orden del 12 de octubre de 1827 en la que se disolvió la Junta de Gobierno que presidía Joaquín Suárez.
La Convención Preliminar de Paz que se convino en 1828 entre el Imperio de Brasil y las Provincias Unidas, hizo a Lavalleja deponer su dictadura y el general José Rondeau se hizo cargo del Gobierno Provisorio del recién creado Estado Oriental el 1.º de diciembre.
En las primeras elecciones que tuvieron lugar en la naciente república, en agosto de 1830, varios de sus partidarios accedieron a las cámaras legislativas. No obstante, Rivera obtuvo una cantidad enorme de apoyos, siendo proclamado en octubre de ese año como primer presidente de la República.
Lavalleja se rebeló contra la presidencia de Rivera, alzándose en armas en julio de 1832, siendo derrotado y obligado a refugiarse en Brasil. En 1834 fue protagonista de un nuevo levantamiento armado, invadiendo la República Oriental con el auxilio de Juan Manuel de Rosas. En esta ocasión también fue derrotado.
En la presidencia de Manuel Oribe (1835-1836), estando emigrado en la Confederación Argentina, Rosas lo apoyó contra Oribe. Sin embargo, cuando el general Rivera se rebeló contra el gobierno, a mediados del año 1836, Lavalleja vino a ofrecer su espada a Oribe, desembarcando en Colonia el 1.º de agosto de 1836 al frente de un centenar de hombres. Le fue restablecido su grado del ejército nacional, y compartió con el general Ignacio Oribe la victoria en la Batalla de Carpintería, el 19 de septiembre de 1836, pero también le cupo la responsabilidad de la derrota de Palmar, el 15 de junio de 1838.
A la renuncia de Oribe en octubre de 1838, Lavalleja, previa entrega a los riveristas de la plaza de Paysandú, cruzó a Buenos Aires para ponerse a servicio directo de Rosas, acompañó al general Pascual Echagüe en la invasión de 1839 y el 29 de diciembre sufrieron una estrepitosa derrota en la Batalla de Cagancha. Regresaron y en 1840 fueron vencidos en Don Cristóbal.
El largo período de la Guerra Grande transcurrió oscuramente para él, residente desde 1845 en el campo del Cerrito, donde tenía su gobierno Oribe. Pasó inadvertido y, según palabras de Antonio F. Díaz, sufrió verdaderas privaciones materiales.
Después de la paz del 8 de octubre de 1851, fue dado de alta en el ejército como brigadier general, confiándosele la Comandancia Militar de los departamentos de Cerro Largo, Minas y Maldonado.
Se le incluyó junto a Rivera y Venancio Flores en el Triunvirato que el 25 de septiembre de 1853 sustituyó al gobierno constitucional de Juan Francisco Giró, pero antes de cumplir un mes en sus funciones, falleció repentinamente mientras despachaba en el Fuerte de Gobierno de Montevideo.

### Homenajes póstumos
Juan Antonio Lavalleja fue capitán de Artigas, jefe de los Treinta y Tres y general de Sarandí, por lo que ha inscrito su nombre en la Lista de los Grandes del Uruguay, consagrándolo como uno de sus próceres.
En Minas, la ciudad de su cuna, se erigió en la plaza principal, el 12 de octubre de 1902, la primera estatua ecuestre levantada en la República Oriental y por ley del 26 de diciembre de 1927, el departamento de Minas tomó la denominación de Lavalleja.
Una importante avenida del Centro de Montevideo lleva su nombre, al igual que calles en varias ciudades y pueblos del Uruguay, y en la ciudad de Buenos Aires (Argentina).